# USS LST-354
O USS LST-354 foi um navio de guerra norte-americano da classe LST que operou durante a Segunda Guerra Mundial.